# Barbiers

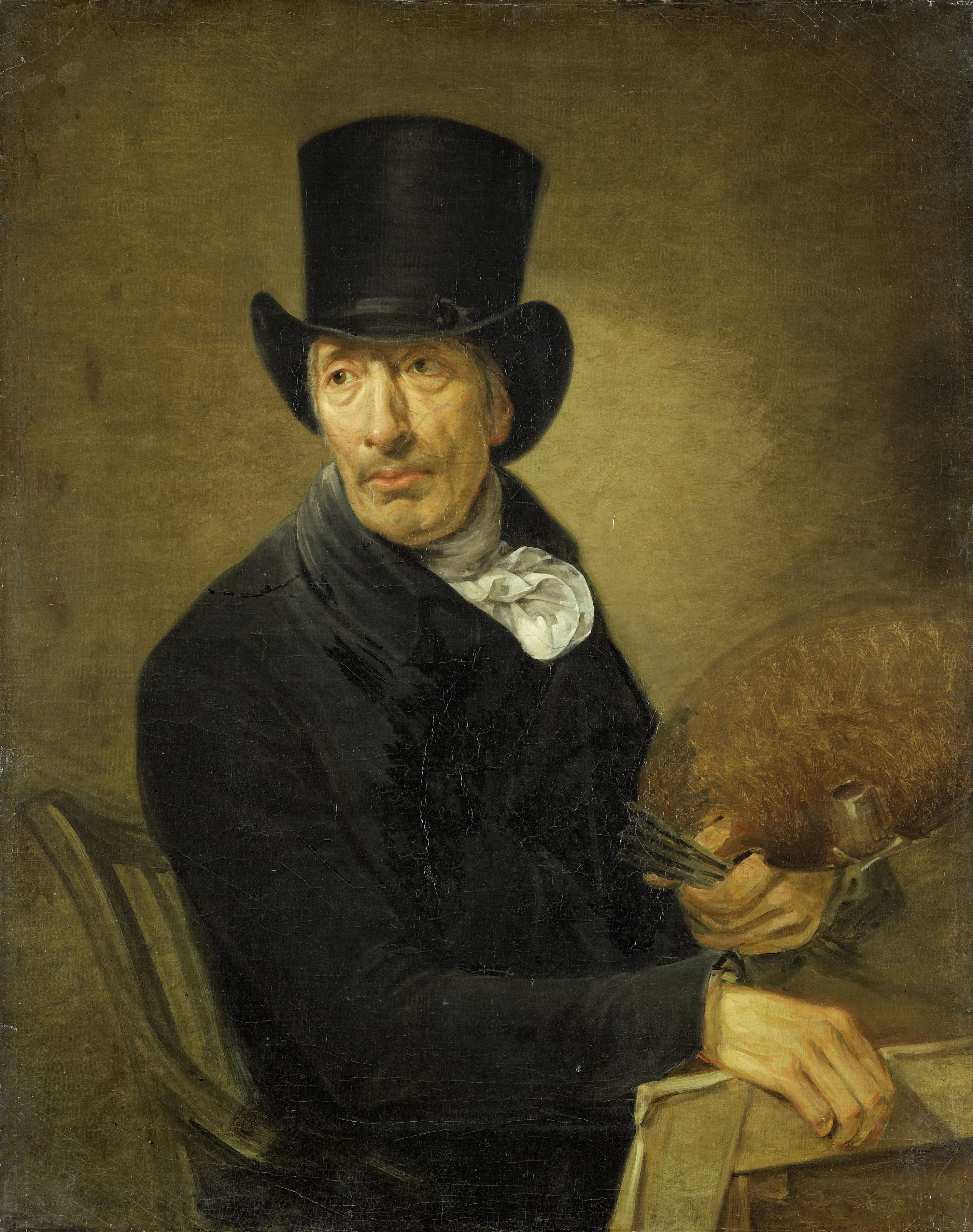
Pieter Barbiers (1749-1842)

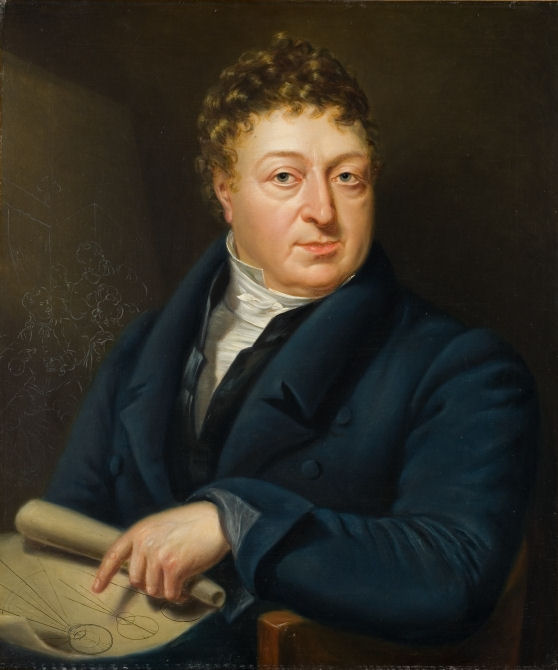
Pieter Barbiers (1771-1837)

Barbiers is de achternaam van een Vlaams-Nederlandse familie, waarvan meerdere leden artistiek actief waren.

## Geschiedenis
Anthonij 'Antoon' Barbiers (1676-1729) werd geboren in het Vlaamse Roeselare. Na een studiereis naar Italië, vestigde hij zich in 1711 als kunstschilder in Amsterdam. Ook zijn vader Pierre of Petrus Barbier wordt later in Amsterdam vermeld. Meerdere nazaten namen de kwast op en vooral Pieter Barbiers (1749-1842) maakte naam als (behang)schilder. Andere nazaten speelden een rol in de theaterwereld.

## Bekende telgen
- Antoon Barbiers (1676-1729), schilder
  - Pieter Barbiers (1717-1780) [Pieter I], schilder
    - Joannes Pieters Barbiers (1741-), hielp zijn vader bij het maken van toneelvertoningen
      - Bartholomeus Barbiers (1773-)
        - Petrus Joannes Barbiers (1806-), muzikant, toneelspeler
          - Anna Suzanna Barbiers (1842-1908), danseres, toneelspeelster; trouwde met Frederik Christiaan (Frits sr.) Fuchs (1845-1910), souffleur
          - Johanna Catharina Peternella Barbiers (1848-1927), danseres, toneelspeelster; trouwde met Wilhelmus Hermanus Lus (1834-1882), toneelspeler
            - Mathilde Gerardina Barbiers (1888-1971), theateractrice

    - Bartholomeus Barbiers (1743-1808) [Bartholomeus I], schilder
      - Pieter Barbiers (1771-1837) [Pieter III], schilder; trouwde met Maria Geertruida Snabilie (1776-1838), schilderes
        - Pieter Barbiers (1798-1848) [Pieter IV], schilder; trouwde met Amelia Wilhelmina Maria Agnes Meijerink
        - Maria Geertruida Barbiers (1801-1849), schilderes; trouwde met Pieter de Goeje (1789-1859), schilder

    - Pieter Barbiers (1749-1842) [Pieter II], schilder
      - Bartholomeus Barbiers (1783-1816) [Bartholomeus II], schilder
      - Joannes Baptista Barbiers (1787-), schildersknecht
        - Pieter P. Barbiers (1818-), acteur

      - Johannes Franciscus Barbiers (1806-1848), schilder